# Signatur (Kartografie)
Eine Signatur in der Kartografie ist ein verallgemeinerndes, teilweise normiertes graphisches Zeichen zur Darstellung von Objekten und Sachverhalten in Karten. Bei genaueren (großmaßstäbigen) Plänen spricht man auch von Planzeichen.

## Die Grundarten der Signaturformen
Signaturen werden nur gesetzt, wenn die damit charakterisierten Oberflächen (bzw. ihre Erscheinungsformen) durch Vermessung im Gelände, durch Begehung, Luftbilder oder andere Datenerfassungssysteme aufgenommen sind.
Generell werden Signaturen unterteilt in:
- Punktsignaturen
- Liniensignaturen
- Flächensignaturen

Außerdem unterscheidet man bei den Signaturformen zwischen:
- Diskreta: räumlich eindeutig voneinander abgrenzbare Objekte wie z. B. Äcker oder Gewässer.
- Kontinua: kontinuierlich über eine Karte verteilte Objekte, wie z. B. Geländedarstellungen oder Darstellungen der Höhenverhältnisse durch Höhenlinien.

### Punkt- oder Figurensignaturen
Punktsignaturen stellen ortsgebunden Objekte oder Sachverhalte dar, welche entweder konkret oder abstrakt gestaltet werden können. Bei der Darstellung von quantitativen Aspekten werden über die Größenskalierung der Punktsignaturen Werte wiedergegeben die einem bestimmten Signaturenmaßstab folgen. Bekannte Beispiele für Punktsignaturen sind geometrische Darstellungen wie Dreiecke, Rechtecke oder Kreise (aus gedruckten Karten etwa 0,5 mm groß), zum Beispiel für Vermessungs- oder Höhenpunkte und zusätzlich mit Kreuz für Kirchen. Weiter gibt es sprechende Punktsignaturen zum Beispiel für Berghütte, Wegweiser, Denkmal und auffällige Bäume.

#### Konkrete oder sprechende Signaturformen

Auswahl von sprechenden Signaturen in
a) Grundriss- und
b) Aufrissdarstellung

Unter konkreten oder sprechenden Signaturformen versteht man Symboliken deren Inhalt selbstsprechend ist. Sie sind vor allem dazu geeignet qualitative Sachverhalte darzustellen. Prinzipiell unterscheidet man zwischen Grundriss- und Aufrissdarstellungen, wobei es eine Mehrzahl an Aufrisssignaturen gibt, da es für den Menschen leichter, weil gewohnter ist, große Objekte in dieser Projektion zu sehen, beispielsweise die Haussilhouette als Symbol für Bauwerke. Ein Beispiel für eine Signatur, wo die Grundrissform für den Menschen gewohnter und sprechender ist als die Aufrissform, ist das Flugzeug als Symbol für Flughäfen. Konkrete Signaturen sind vor allem geeignet um punkt- oder flächenhaft verbreitete Objekte wiederzugeben.
Neben dem großen Vorteil der sehr guten mnemotechnischen Eigenschaften dieser Signaturart, gibt es vor allem mehrere Nachteile, welche der Grund sind, warum diese früher sehr beliebte Signaturform heute weniger oft verwendet wird. Die Nachteile sind vor allem die stark aufgelösten Umrissformen, welche diese Signaturform in Häufungsgebieten schwerer lesbar machen, die beschränkte Möglichkeit der quantitativen Aussage bei einer größenmäßigen Skalierung, die geringe Gruppen- und Kombinationsfähigkeit und der geringe Spielraum bei der Wahl der Signaturenstellung in Häufungsgebieten, um Überdeckungen zu vermeiden.

#### Abstrakte oder geometrische Signaturformen

Auswahl von geometrischen Signaturen

Bei abstrakten oder geometrischen Signaturformen spricht man in der Regel von den geometrischen Grundformen, wie dem Kreis, dem Rechteck oder dem Dreieck. Aber auch gleichmäßig angeordnete Punkte oder Linien sowie andere symmetrische Figuren sind geometrische Signaturen.
Zwar weisen abstrakte Signaturformen eine beschränktere Vielfalt, sowie geringere mnemotechnische Eigenschaften als konkrete Signaturen auf, sind aber auf Grund der klaren Formgebung besser les- und unterscheidbar. Typischerweise werden sie vielfältiger durch kleine ergänzende Beizeichen spezifiziert, wie das Symbol ♁ für Kirchen.
Außerdem sind sie – anders als konkrete Signaturen – neben für punkt- und flächenhafte auch als Ausdrucksmittel für linienhafte Objekte im gleichen Ausmaß verwendbar. Ein weiterer Vorteil stellt die optimale Eignung für eine quantitative Darstellung dar, da sich auf Grund der klaren Formgebung eine gute vergleich- und abschätzbare Größenskalieren herstellen lässt. Des Weiteren sind geometrische Symbolformen sehr gut gruppen- und kombinationsfähig.

### Linien- oder Bandsignaturen
Liniensignaturen können neben linienförmigen Diskreta und Kontinua auch flächenhaft dargestellte Diskreta, wie beispielsweise diverse Verbreitungs- und Vorkommensgebiete, ihrem Grundriss entsprechend abgrenzen. Linien werden dann als Signatur bezeichnet, wenn sie eine Aussagekraft im Bezug auf dargestellte qualitative oder quantitative Sachverhalte besitzen. Anders als bei punkthaften Signaturen sind Liniensignaturen in ihrer Vielfalt äußerst beschränkt. In erster Linie versteht man unter Liniensignaturen vor allem durchgezogene, punktierte oder gestrichelte Linien, aber auch unter anderem Vektoren, Bewegungs- oder Richtungspfeile.
Weiters gibt es spezielle Linienstrukturen und Schraffuren, mit welchen beispielsweise Böschungen, die Ränder von Steinbrüchen oder steile Flussufer dargestellt werden.

### Flächensignaturen
Flächensignaturen sind jene Objekte die eine flächenhafte Verbreitung aufweisen und oftmals durch eine Liniensignatur begrenzt werden. Damit diese Objekte gut lesbar sind, müssen sie eindeutig geschlossen sein, um sich so von anderen flächenhaften Objekten abzugrenzen. Möglichkeiten diesem Prinzip zu folgen sind die Verwendung von Flächenrastern, Strukturrastern, Flächenmustern (Schraffuren und andere aneinandergekachelte einfache graphische Elemente) oder einer Flächenfärbung.
Flächen mit besonderer einheitlicher Ausprägung werden rasterförmig oder durch passende Farbgebung z. B. für Waldgebiete, Buschwerk oder Moore, für Äcker, Weingärten, Wiesen oder Friedhöfe dargestellt.

### Gruppen- und Kombinationsfähigkeit von Signaturen

Auswahl der Möglichkeiten zur:
1) Gruppierung, bei a) punkt-, b) linien- und c) flächenhaften Signaturen und
2) Kombination (a, b, c wie bei 1) von Signaturen

Die Gruppenfähigkeit beschreibt die Möglichkeit der Entwicklung von Sekundärformen bei Signaturen, unter Beibehaltung der Grundform oder von anderen grundlegenden Elementen wie dem Raster, der Farbe oder der Linienstärke. Dabei sollten die Veränderungen im Bezug auf die Ausgangsform relativ gering sein, um diese Signaturen visuell möglichst gut als zusammengehörig zu identifizieren. Solche Gruppierungen werden dann vorgenommen, wenn man unterschiedliche Objekte darstellen will, diese aber beispielsweise einem übergeordneten Sachverhalt zuzuordnen sind.
Unter Kombinationsfähigkeit von Signaturen versteht man die Möglichkeit der Entwicklung von Sekundärformen durch das Kombinieren von zwei oder mehr Grundformen oder Formelementen. Solche Kombinationen von verschiedenen Grundformen werden dann vorgenommen, wenn unterschiedliche Sachverhalte gemeinsam an einem Ort vorkommen.
Einfacher lassen sich beispielsweise Schaffuren und Farben überlagern.

## Der Signaturenmaßstab

Die vier Arten von Signaturmaßstäben

Der Signaturenmaßstab versucht die auf einer Karte mittels Signaturen dargestellten quantitativen Werte in eine einheitliche Skalierung zu bringen. Dabei wird dem Prinzip gefolgt, dass die Größe des darzustellenden Wertes mit der Signaturgröße korreliert. Bei der Anpassung der Signaturen an die darzustellenden Werte unterscheidet man in der Regel vier Maßstäbe die zur Anwendung kommen können:
- a) Streng proportional kontinuierliche Maßstäbe
- b) Streng proportional gestufte Maßstäbe
- c) Willkürlich kontinuierliche Maßstäbe
- d) Willkürlich gestufte Maßstäbe

Bei einer streng proportionalen Skalierung ändert sich die Größe der Signatur mit jenem Faktor, dem auch die Vergrößerung des darzustellenden Objekts entspricht. Divergieren die darzustellenden Werte aber so stark, dass eine ansprechende Darstellung dadurch unmöglich gemacht wird, verwendet man normalerweise willkürliche Maßstäbe um das gestalterische Bild der Karte nicht zu zerstören. Der Vorteil kontinuierlicher Maßstäbe liegt in der guten quantitativen Messbarkeit, während die Vorzüge gestufter Signaturenmaßstäbe bei der schnellen Auffassbarkeit diverser lagerichtiger quantitativer Absolutdarstellung liegt.

## Normierte Signaturen

### Seekarte
Die Zeichen in den Seekarten sind durch die IHO international genormt.
- Papierkarte
In Papierkarten werden Seezeichen nach der Internationalen Karte 1 (INT 1)[2] dargestellt.

- Elektronische Seekarte
In der elektronischen Seekarte (ECDIS) werden die Seezeichen nach der internationalen Norm S-52 (Symbole) und S-57 (Objektkatalog) dargestellt.